# Khadar Ayderus Ahmed
Khadar Ayderus Ahmed, né le 10 janvier 1981 à Mogadiscio, est un réalisateur et scénariste finno-somali. Il est surtout connu pour avoir réalisé le long métrage La Femme du fossoyeur (The Gravedigger's Wife en anglais,).

## Biographie
Ahmed est né le 10 janvier 1981 à Mogadiscio, en Somalie. À l'âge de 16 ans, il a déménagé en Finlande en tant que réfugié avec sa famille,,.

## Carrière
En 2008, il écrit le scénario du court métrage Citizens où il travaille également en tant que deuxième assistant réalisateur. Puis en 2014, il réalise le premier court métrage Me ei vietetä joulua qui est acclamé par la critique. Il a ensuite réalisé deux autres courts métrages Yövaras en 2017 et The Killing of Cahceravga en 2018.
En 2021, Ahmed réalise son premier film Guled & Nasra, qui est internationalement connu sous le nom de La Femme du fossoyeur (The Gravedigger's Wife). Le film est présenté en avant-première en juillet 2021 au Festival de Cannes dans le cadre de la Semaine de la critique et concourt pour le Grand Prix de la Semaine de la Critique et la Caméra d'or. Le film est acclamé par la presse et projeté dans de nombreux festivals de cinéma. 
Le film est également nommé pour le Grand-Prix Award dans le cadre de la compétition internationale au Festival international du court métrage de Kiev. Puis, la même année, il est de nouveau nommé pour le prix Amplify Voices au Festival international du film de Toronto. Le film est devenu la première candidature aux Oscars de la Somalie,.
Lors du 26e FESPACO 2021, il reçoit l'étalon de Yennenga au Burkina Faso.

## Filmographie
| Année | Film                     | Rôle                                       | Genre         | Réf. |
| ----- | ------------------------ | ------------------------------------------ | ------------- | ---- |
| 2008  | Citoyens                 | Deuxième assistant réalisateur, scénariste | Court métrage |      |
| 2014  | Me ei vietetä joulua     | Réalisateur, scénariste                    | Court métrage |      |
| 2017  | Voyage inattendu         | Scénariste, Histoire                       | Film          |      |
| 2017  | Yovaras                  | Réalisateur, scénariste                    | Court métrage |      |
| 2019  | Le Meurtre de Cahceravga | Réalisateur, scénariste                    | Court métrage |      |
| 2021  | La Femme du fossoyeur    | Réalisateur, scénariste                    | Film          |      |